# Język orokaiva
Język orokaiva, także: ehija, etija – język transnowogwinejski używany w prowincji Oro w Papui-Nowej Gwinei (okolice miasta Popondetta). Według danych z 2000 roku posługuje się nim 35 tys. osób.
Ethnologue do obszaru tego języka zalicza 200 wsi w rejonie miasta Popondetta. Dzieli się na dialekty: kokoda, etija (sohe, sose), ehija (ifane, ihane), harava. Uchodzi za bliski językom aeka i hunjara-kaina ke, które bywają uważane za dialekty orokaiva. Z danych Ethnologue wynika, że pozostaje w powszechnym użyciu, we wszelkich sferach życia. Społeczność ma pozytywny stosunek do swojego jezyka. W użyciu są także języki angielski, hiri motu i tok pisin.
Jest zapisywany alfabetem łacińskim.